# 8-я бронетанковая бригада (Израиль)
8-я бронетанковая бригада (ивр. חטיבה 8‎) — резервная бронетанковая бригада в Армии обороны Израиля, тактическое соединение в составе танковых войск Израиля.
Формирование основано в 1948 году под командованием Ицхака Саде, включало первый в истории Израиля танковый батальон. После окончания боевых действий в 1949 году переведено в резерв. Принимало участие в боях Шестидневной войны на египетском и сирийском фронтах, в оборонительных боях войны Судного дня на Синайском полуострове.

## История
8-я бригада была сформирована в мае 1948 года, накануне окончания британского мандата в Палестине. Её первым командиром стал ветеран «Хаганы» Ицхак Саде. В состав бригады входили три батальона:
- 89-й батальон коммандос под командованием Моше Даяна (в состав входили две роты полугусеничных автомобилей, рота бронетранспортёров, две роты джипов и рота обеспечения)[1].
- 82-й танковый батальон под командованием Феликса Беатуса в составе роты «Хочкиссов» и роты «Кромвелей» и «Шерманов» (по два танка каждого типа)[1]. 82-й батальон стал первым танковым батальоном в истории Армии обороны Израиля[2].
- 88-й миномётный батальон под командованием Натанеля Хитрона, включавший две роты 3-дюймовых миномётов[1].

В состав бригады входили ветераны «Хаганы», новые репатрианты из стран Европы и несколько дезертиров из британской армии. Роты 82-го батальона носили условные названия «Английская» и «Русская» — по основному языку общения между солдатами. Бригада принимала участие в операциях «Дани», «Йоав», «Асаф» и «Хорев», в ходе которых были заняты район Лода, западный Негев, Аль-Уджа, Рафах и Эль-Ариш.
Сразу по окончании войны 8-я бригада была переформирована в резервистскую. В Синайской кампании 1956 года бригада, состоявшая в резерве командования Южного округа, непосредственного участия не принимала. К Шестидневной войне она подошла, имея в своём составе батальон «Шерманов» и два приданных батальона пехоты, под командованием бригадного генерала Альберта Мандлера. Бригада участвовала в боях на Синайском полуострове, выполняя отвлекающий манёвр, после чего часть её состава продолжила наступление в направлении Нахля, а остальные силы были переброшены на север страны и принимали участие в бою за укреплённый пункт Кала-Заура на Голанских высотах. В этих боях 8-й бригаде были приданы танковый батальон из 377-й бригады и два пехотных батальона бригады «Голани».
В ходе войны Судного дня бригада по командованием Арье Даяна (Биро), по-прежнему включавшая батальон «Шерманов» при поддержке двух батальонов пехоты, вела оборонительные бои на Синае. Она действовала в районе перевалов Митла и Джиди. К 1982 году 8-я бригада получила на вооружение танки «Паттон», которыми были оснащены все три её батальона. В начале Ливанской войны бригада была мобилизована, но оставалась на постоянной базе и в боях участия не принимала.